# 拋物面天線

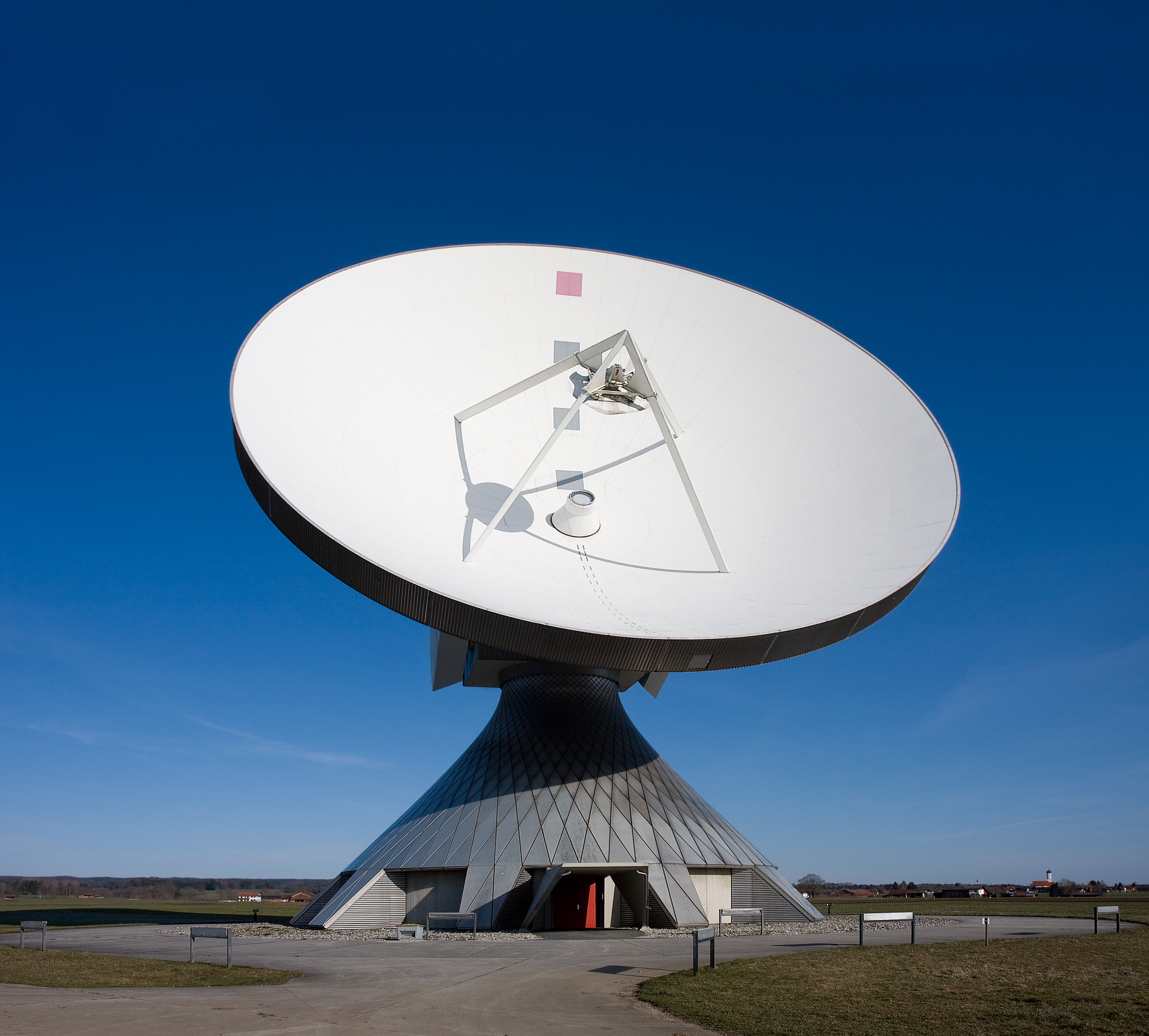
28.5米抛物面卫星通信天线，位于德国巴伐利亚州的埃尔德芬克斯特勒赖斯廷格（赖斯廷格地球站），是世界上最大的卫星通信设施。其拥有一个卡塞格林式馈源，发射频率为6GHz，接收频率为4GHz，增益为64.2分贝

抛物面天线是一种使用抛物面反射器（抛物面是横截面形状为抛物线的曲面）来引导无线电波的天线。最常见的形式是碟形，俗称碟形天线或抛物面天线。抛物面天线的主要优点是方向性强。它的工作原理与探照灯或手电筒反射器类似，以窄波束定向发射或仅接收来自某个特定方向的无线电波。抛物面天线具有最高的增益，这意味着它们可以产生所有天线类型中波束宽度最窄的波束。  为了实现窄波束，抛物面反射器的物理尺寸必须比所用无线电波的波长大得多，  因此抛物面天线适用于无线电频谱的高频部分，  :p.302在特高频（UHF）和微波（SHF）频段，波长足够短，因而可以使用合适尺寸的反射器。
抛物面天线用作点对点通信的高增益天线，其应用范围包括传输邻近城市之间电话和电视信号的微波中继链路、用于数据通信的无线WAN/LAN链路、卫星通信和航天器通信天线。它们也用于射电望远镜。
抛物面天线的另一大用途是用作雷达天线 :p.302雷达需要发射窄束无线电波来定位船舶、飞机和导弹等物体，抛物面天线正适合这一用途。这种天线也常用于天气探测。 随着家用卫星电视接收器的出现，抛物面天线已经成为现代国家常见的特色景观。 
抛物面天线是德国物理学家海因里希·赫兹于1887年发现无线电波时发明的。在他的历史性实验中，他使用圆柱形抛物面反射器，并在焦点处安装火花激发偶极天线，进行发射和接收。

抛物面天线基于抛物面的几何特性，即路径FP_{1}Q_{1}、FP_{2}Q_{2}、FP_{3}Q_{3} 的长度均相同。 因此，馈电天线在抛物面焦点F处发射的球面波前将被反射成与抛物面轴线VF平行传播的出射平面波L 。

## 设计
抛物面天线的工作原理是，位于导电材料制成的抛物面反射器前方焦点处的点源无线电波将被反射成沿反射器轴线的准直平面波束。  :p.481相反，与轴平行的入射平面波将聚焦到焦点处的一点。
典型的抛物面天线由一个金属抛物面反射器和一个小型馈电天线组成，馈电天线悬挂在反射器前方的焦点处，指向反射器。  反射器是一个旋转抛物面形状的金属表面，通常截口圆形，形成天线的直径。 在发射天线中，来自发送器的射频电流通过传输线电缆供应到馈电天线，馈电天线将其转换为无线电波。无线电波通过馈电天线发射回天线表面，并在天线表面反射成平行光束。在接收天线中，入射的无线电波从天线反射回来，并聚焦到馈电天线的一个点，馈电天线将无线电波转换成电流，通过传输线传送到无线电接收机。

### 抛物面反射器

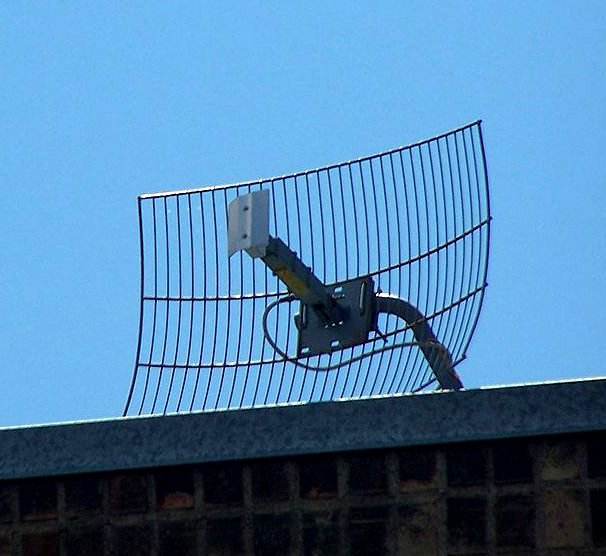
用于频率为2.5-2.7GHz的MMDS数据链路的线栅型抛物面天线。它由吊杆上的小型铝制反射器下方的垂直偶极子供电。该天线辐射垂直极化的微波。

反射器可以由金属板、金属屏或金属丝网构成，可以是圆形盘状，也可以是其他各种形状，以产生不同形状的波束。如果金属屏上的孔小于波长的十分之一，那么它反射无线电波的效率与固体金属表面一样高，因此通常使用金属屏反射器来减轻天线的重量和风荷载。  :p.302为了实现最大增益，碟形天线的形状需要的精度很高，大约需要精确到大约十六分之一波长，以确保来自天线不同部分的波同相到达焦点。  :p.302大型天线通常需要在其后方安装支撑桁架结构来提供所需的刚度。
由朝一个方向的平行金属丝或金属条组成的格栅制成的反射器既可用作反射器，又可用作偏振滤光片。它仅反射线极化无线电波，电场与格栅元件平行。这种类型经常用于雷达天线。与线极化馈源喇叭相结合，它有助于滤除接收器中的噪声并减少错误回波。
表面光亮的金属抛物面反射器也会聚焦太阳光线。由于大多数碟形天线都能将足够的太阳能集中到馈电结构上，如果恰巧指向太阳，会导致馈电结构严重过热，因此固体反射器总是涂有一层平面漆。

### 馈源天线
反射器焦点处的馈电天线通常是低增益类型，例如半波偶极子天线或（更常见的）称为馈源喇叭的小喇叭天线。在更复杂的设计中，例如卡塞格林天线和格里高利天线，使用二次反射器将能量从远离主焦点的馈源天线引导到抛物面反射器中。馈源天线通过同轴电缆传输线或波导连接到相关的射频（RF）发射或接收设备。
在许多抛物面天线使用的微波频率下，需要波导在馈源天线和发射或接收设备之间传导微波。由于波导运行成本高，在许多抛物面天线中，接收器的射频前端电子设备位于馈电天线处，并且接收到的信号被转换为较低的中频（IF），因此可以通过更便宜的同轴电缆传导到接收器。这被称为低噪声块下变频器。类似地，在发射天线中，微波发射器可能位于馈源点。
抛物面天线的优点在于，天线的大部分结构（除馈电天线外的所有结构）都是非谐振的，因此它可以在很宽的频率范围内工作（即宽带宽）。 要改变工作频率，只需将馈电天线替换为以所需频率工作的天线即可。一些抛物面天线通过将几个馈源天线紧密相邻地安装在焦点处，以在多个频率下发射或接收。

## 类型
抛物面天线根据其形状可分为：

抛物面天线馈源的主要类型

- 抛物面形或碟形——反射器的形状像一个被圆形边缘截断的抛物面。这是最常见的类型。它沿着碟形天线的轴线辐射出一束狭窄的铅笔状光束。
  - 笼罩式天线——有时，会在碟形天线的边缘安装一个圆柱形的金属屏蔽层。 [8]罩壳可保护天线免受主波束轴以外角度的辐射，从而减少天线旁瓣。它有时用于防止地面微波链路中的干扰，其中使用相同频率的几个天线彼此靠近。罩壳内部涂有微波吸收材料。罩子可以减少后瓣辐射10分贝。 [8]
- 柱形—— 反射器仅在一个方向上弯曲，在另一个方向上是平坦的。无线电波的焦点不是集中在一个点上，而是沿着一条线。馈源有时是位于焦线上的偶极天线。圆柱形抛物面天线辐射扇形波束，在弯曲维度上较窄，在非弯曲维度上较宽。反射器的弯曲末端有时会被平板覆盖，以防止辐射从末端发出，这被称为药盒天线或奶酪天线。
- 赋形波束天线——现代反射面天线可以设计成产生一个或多个特定形状的波束，而不仅仅是上述简单的碟形天线和柱形天线那样的狭窄的“铅笔”形或“扇形”波束。 通常结合使用两种技术来控制光束的形状：

- 异形反射器– 反射器可以采用非圆形，或在水平和垂直方向上具有不同的曲率，以改变光束的形状。这通常用于雷达天线。一般来说，天线在给定横向方向上越宽，则该方向上的辐射方向图越窄。

- “橘皮”天线– 用于搜索雷达，这是一种形状像字母“C”的细长天线。它辐射出狭窄的垂直扇形光束。

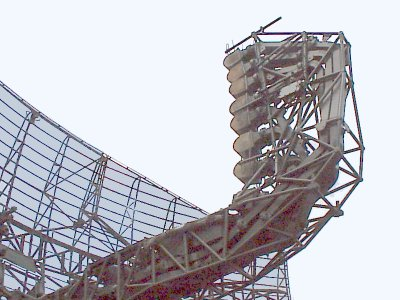
德国机场监视雷达天线上的多个馈源喇叭阵列，用于控制波束的仰角

- 馈源天线阵列– 为了产生任意形状的波束，可以使用围绕焦点聚集的馈源喇叭阵列来代替单一的馈源喇叭。阵列馈电天线通常用于通信卫星，特别是直播卫星，以创建下行辐射模式来覆盖特定的大陆或覆盖区域。它们通常与卡塞格林等二次反射天线一起使用。

抛物面天线也可按馈源类型（即无线电波如何输送到天线）进行分类： 
- 轴向/主焦点/前馈式——这是最常见的馈源类型，馈源天线位于焦点处的碟形天线前方，位于波束轴上，指向碟形天线。这种类型的缺点是馈源及其支撑物会阻挡部分光束，从而将孔径效率限制在仅为 55–60%。 [8]
- 离轴或偏置馈源式——反射器是抛物面的一个不对称片段，焦点和馈电天线位于抛物面的一侧。这种设计的目的是将馈源结构移出波束路径，以避免阻挡波束。这种设计广泛用于家庭卫星电视天线，这些天线很小，馈电结构会阻挡很大一部分信号。偏置馈源也可用于多种反射器设计，例如下面的卡塞格伦式和格里高利式。
- 卡塞格伦式——在卡塞格伦天线中，馈源位于天线上方或后方，并向前辐射至天线主面焦点处的凸双曲面副反射器。来自馈源的无线电波从副反射器反射到天线上，然后再次向前反射，形成出射波束。这种设计的优点在于，馈源及其波导和前端电子设备不必悬挂在碟形天线的前面，因此它可用于具有复杂或庞大馈源的天线，例如大型卫星通信天线和射电望远镜。孔径效率约为65–70%。 [8]
- 格里高利式——与卡塞格林设计类似，但副反射器呈凹形（椭球面）。可实现70%以上的孔径效率。 [8]

## 馈源模式

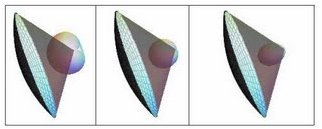
馈源天线辐射模式（小南瓜形表面）对溢出的影响。左图：采用低增益馈电天线，其辐射的大部分落在天线盘之外。右图：采用更高增益馈源时，几乎所有辐射都在天线的角度范围内发射。

馈源天线的辐射方向图必须与碟形天线的形状匹配，因其对孔径效率（决定天线增益的关键参数，详见下文增益章节）有很大的影响。 馈源辐射超出天线边缘之外的部分称为溢失，这部分能量会被浪费，不仅降低增益，还会增强后瓣辐射，可能引发干扰或（在接收天线中）增加对地面噪声的敏感性。然而，最大化增益的前提是反射面被均匀"照射"，即其边缘处与中心保持恒定场强。因此，理想馈源的辐射方向图应在反射面对应立体角内保持场强一致，并在边缘处突降至零。但实际馈电天线的辐射方向图在边缘呈渐变衰减，故设计馈电天线需考虑在可接受的低溢失水平和充分的照射均匀性之间的折衷。对于大多数前馈喇叭而言，最佳照射状态为当馈源喇叭辐射的功率在天线边缘比在天线中心的最大值低10dB时。  

### 极化
抛物面天线口处的电场和磁场模式只是馈电天线辐射场的放大，因此极化由馈源天线决定。为了实现最大增益，两个馈源天线（发射和接收）必须具有相同的极化。 例如，垂直的偶极子馈电天线将辐射一束电场方向垂直的无线电波，这称为垂直极化。接收馈电天线也必须为垂直极化才能接收它们；如果接收馈源天线是水平的（水平极化），天线将遭受严重的增益损失。
为提高数据率，部分抛物面天线采用双极化天线设计：通过独立馈源天线，在相同频率上以正交极化方式传输两路独立无线信道。例如：卫星电视信号通过右旋圆极化（RHCP）与左旋圆极化（LHCP）在同一频率下发传输两路独立信道。家用卫星天线中，由馈源喇叭内两个正交布置的单极子天线分别接收，每路天线连接独立接收机。
若某极化信道的信号被相反极化的天线接收，将引发串扰，从而恶化信噪比。天线隔离这些正交信道的能力由称为“交叉极化鉴别”（XPD）的参数来衡量。在发射天线中，XPD是指某极化天线辐射到另一极化的功率的比例。例如，垂直极化馈源因微小缺陷辐射的水平极化功率占比。在接收天线中，XPD指当等功率正交极化波照射时，天线在错误极化接收的功率与正确极化接收功率之比。如果天线系统的 XPD不足，通常可以使用交叉极化干扰抵消（XPIC）数字信号处理算法来减少串扰。

### 双反射器整形
在卡塞格伦天线和格里高利天线中，信号路径中存在两个反射面，可以额外提高性能。当需要最高性能时，可以使用一种称为“双反射器整形”的技术。这涉及改变副反射器的形状，将更多的信号功率引导到天线的外部区域，将已知的馈源模式映射到主反射器的均匀照明中，以最大化增益。然而，这会导致次级不再是精确的双曲面（尽管它仍然非常接近），因此不再具有恒定相位特性。但可以通过稍微调整主镜的形状来补偿这个相位误差。其结果是获得了更高的增益，或增益/溢失比，但代价是表面的制造和测试更加棘手。  还可以通过合成其他碟面照射图案，例如，在碟面边缘具有高锥度的图案，以实现超低溢出旁瓣，以及具有中心“孔”的图案，以减少馈源阴影。

## 增益
天线的指向性是用一个无量纲参数来衡量的，这个参数称为增益，即天线从沿其波束轴的源接收到的功率与假设的各向同性天线接收到的功率之比。抛物面天线的增益为：  
{\displaystyle G={\frac {4\pi A}{\lambda ^{2}}}e_{A}=\left({\frac {\pi d}{\lambda }}\right)^{2}e_{A}}
其中：
- {\displaystyle A}为天线口径面积，即抛物面反射面的口部。对于圆形碟形天线， {\displaystyle A=\pi d^{2}/4} ，得出上面的第二个公式。
- {\displaystyle d}为抛物面反射器的直径（如果抛物面反射器是圆形的）。
- {\displaystyle \lambda }是无线电波的波长。
- {\displaystyle e_{A}}是一个介于0和1之间的无量纲参数，称为孔径效率。典型抛物面天线的孔径效率为0.55至0.70。

可以看出，与任何孔径天线一样，与波长相比，孔径越大，增益越高。增益随着孔径宽度与波长之比的平方而增加，因此大型抛物面天线（例如用于航天器通信和射电望远镜的天线）可以具有极高的增益。将上述公式应用于射电望远镜阵列中常用的25米直径天线和波长为21厘米（1.42GHz，一种常见的射电天文学频率）可产生大约 140,000 倍，或约52dBi（高于各向同性天线的分贝数）的最大增益。世界上最大的抛物面天线是位于中国西南的五百米口径球面射电望远镜（FAST），其有效口径约300米。其在3GHz处的增益为约9000万，或80dBi。
孔径效率eA是一个综合变量，它考虑了各种损耗，这些损耗会降低天线在给定孔径下所能达到的最大值。降低抛物面天线孔径效率的主要因素有： 
- 馈源溢失——馈源天线的部分辐射落在天线盘的边缘之外，因此不会对主波束产生影响。
- 馈源照射锥度——任何孔径天线只有当辐射波束的强度在整个孔径区域内保持恒定时，才能实现最大增益。然而，馈源天线的辐射方向图通常由内向外逐渐递减，因此天线的外部受到的辐射强度较低。即使馈源在碟形天线所对的角度范围内提供恒定的照射，碟形天线的外部也比内部距离馈源天线更远，因此强度会随着与中心距离的增加而下降。因此，抛物面天线辐射的波束强度在天线中心最大，随着距离轴的距离增加而下降，从而降低效率。
- 孔径堵塞——在前馈抛物面天线中（以及卡塞格林和格里高利设计中），馈源天线位于波束路径中的天线前方，馈电结构及其支撑会阻挡部分波束。在诸如家庭卫星天线之类的小型天线中，馈源结构的尺寸与天线的尺寸相当，这会严重降低天线增益。为了防止出现此问题，这些类型的天线通常使用偏置馈源，其中馈电天线位于波束区域之外的一侧。该类天线的孔径效率可达0.7至0.8。
- 形状误差——反射器形状的随机表面误差会降低效率。该损失可用Ruze 方程来近似计算。

对于频率在2 GHz至约30 GHz之间（通常用于固定卫星服务）的互干扰理论分析场景，当未明确定义特定天线性能时，将采用基于ITU-R S.465建议书的参考天线进行干扰计算。该计算将包含天线偏轴效应中可能存在的旁瓣影响。

## 辐射模式

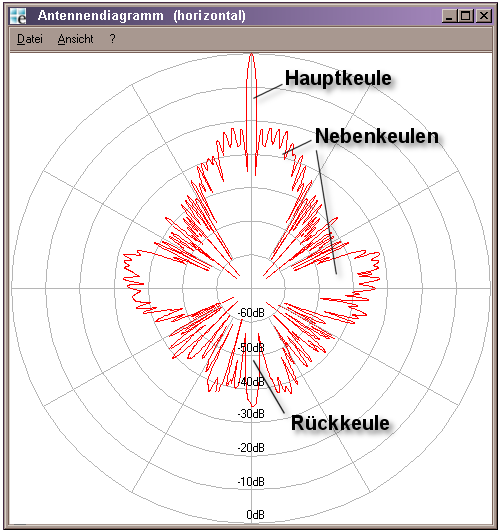
德国抛物面天线的辐射模式。主瓣（顶部）仅宽几度。旁瓣至少都比主瓣低 20 dB（功率密度的 1/100），大多数都比主瓣低30dB（如果用线性功率级而不是对数dB级绘制此模式，则除主瓣之外的所有瓣都会太小而看不见）。

在抛物面天线中，几乎所有辐射的功率都集中在沿天线轴线的狭窄主瓣中。残余功率以旁瓣形式辐射，通常小得多，且朝向其他方向。由于抛物面天线的反射面孔径远大于波长，绕射通常会引起许多窄的旁瓣，因此旁瓣方向图很复杂。由于馈源天线的溢出辐射没有到达反射器，因此通常还会出现与主瓣相反方向的后瓣。

### 波束宽度
高增益天线辐射波束的角宽度用半功率波束宽度(HPBW) 来测量，它是天线辐射图上功率下降到其最大值一半 (-3 dB）的点之间的夹角。对于抛物面天线，HPBW θ由下式给出：  
{\displaystyle \theta =k\lambda /d\,}
其中k是一个根据反射器形状和馈源照射模式略微变化的因子。对于理想的均匀照明抛物面反射器， θ以角度（°）为单位， k为 57.3（1弧度=57.3°）。对于典型的抛物面天线， k约为70。 
对于典型的在C波段运行的工作于波长 2 米（4 GHz）的卫星天线，根据该公式可得出波束宽度约为 2.6°。对于工作于 2.4 GHz的阿雷西博天线，波束宽度为0.028°。由于抛物面天线可以产生非常窄的光束，因此瞄准天线可能会存在困难。一些抛物面天线配有瞄准器，因此可以准确地瞄准另一个天线。
增益和光束宽度之间存在反比关系。将波束宽度方程与增益方程结合起来，可得到以下关系： 

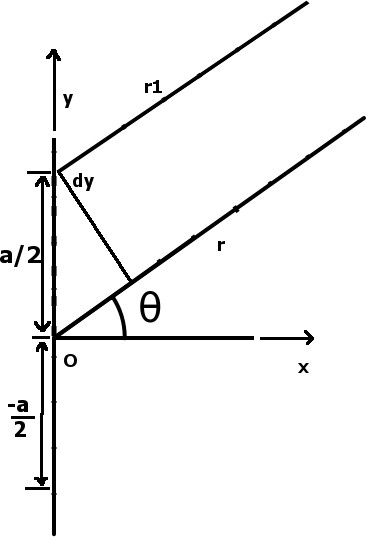
角度 theta 与孔径垂直。

{\displaystyle G=\left({\frac {\pi k}{\theta }}\right)^{2}\ e_{A}}

### 辐射方向图公式
具有均匀照射孔径的大型抛物面的辐射基本上相当于相同直径{\displaystyle D}的圆形孔径的均匀平面波辐射入射到无限大金属板上。 
可以通过将惠更斯原理应用于矩形孔径来计算辐射场模式。电场模式可以通过评估圆形孔径上的夫琅禾费衍射积分得到，也可以通过菲涅耳区方程来确定。 
{\displaystyle E=\int \int {\frac {A}{r_{1}}}e^{j(\omega t-\beta r_{1})}dS=\int \int e^{2\pi i(lx+my)/\lambda }dS}
其中{\displaystyle \beta =\omega /c=2\pi /\lambda } 。使用极坐标， {\displaystyle x=\rho \cdot \cos \theta }和{\displaystyle y=\rho \cdot \sin \theta } 。考虑到对称性，
{\displaystyle E=\int \limits _{0}^{2\pi }d\theta \int \limits _{0}^{\rho _{0}}e^{2\pi i\rho \cos \theta l/\lambda }\rho d\rho }

并使用一阶贝塞尔函数给出电场模式{\displaystyle E(\theta )} ，
{\displaystyle E(\theta )={\frac {2\lambda }{\pi D}}{\frac {J_{1}[(\pi D/\lambda )\sin \theta ]}{\sin \theta }}}
其中{\displaystyle D}是天线孔径的直径（以米为单位）， {\displaystyle \lambda }是以米为单位的波长， {\displaystyle \theta }是与天线对称轴的弧度角（如图所示），且{\displaystyle J_{1}}是一阶贝塞尔函数。确定辐射方向图的第一个零点可以得出波束宽度{\displaystyle \theta _{0}} 。当{\displaystyle x=3.83}时，项{\displaystyle J_{1}(x)=0}。因此，
{\displaystyle \theta _{0}=\arcsin {\frac {3.83\lambda }{\pi D}}=\arcsin {\frac {1.22\lambda }{D}}} 。

当光圈较大时，角度{\displaystyle \theta _{0}}非常小，所以{\displaystyle \arcsin(x)}约等于{\displaystyle x} 。这给出了常见的波束宽度公式， 
{\displaystyle \theta _{0}\approx {\frac {1.22\lambda }{D}}\,{\text{(in radians)}}={\frac {70\lambda }{D}}\,{\text{(in degrees)}}}

## 历史
- 首个抛物面天线，由海因里希·赫兹于1888年建造。部分部位被去除以展示450 MHz电火花激励偶极子馈源天线。
- Augusto Righi的实验性12 GHz微波火花传输器和接收器， 1894年
- Guglielmo Marconi的 1.2 GHz 火花传输器和接收器，1895年
- 一个 20 MHz 短波抛物面线形天线，由马可尼在1922年建造，位于英国亨顿
- 马可尼 70 MHz 旋转抛物面海事无线电信标，位于因奇基斯岛，1925年
- 首个射电望远镜：一个9-（30-英尺） 碟状天线，由Grote Reber于1937年于其后院建造
- 二战中德国建立的Würzburg-Riese雷达，拥有7.4米碟状天线
- 100米（300英尺）Effelsberg射电望远镜，1972年建于德国Bad Münstereifel，2000年之前最大的孔径可控碟状天线。
- 美国空军弹道导弹预警系统的雷达天线，位于阿拉斯加，1961年，400×165英尺。
- 阿雷西博射电望远镜，位于波多黎各， 305（1,001英尺） ，直到2016年中国的500米口径球面射电望远镜建成之前都是世界上最大的无线电碟状天线。于2020年塌毁。

使用抛物面反射器作为无线电天线的想法源自光学，早在古典时代人们就已知道抛物面镜具有将光聚焦成光束的能力。一些特定类型的抛物面天线（如卡塞格林天线和格里高利天线）的设计源自名称相似的反射望远镜，后者是由 15 世纪的天文学家发明的。  
1888年，德国物理学家海因里希·赫兹建造了世界上首台抛物面反射天线。 该天线是一个圆柱形抛物面反射器，由锌金属板制成，由木制框架支撑，并有一个火花隙激励26厘米偶极子作为沿焦线的馈电天线。其孔径高 2米，宽1.2米，焦距0.12米，工作频率约为450兆赫。通过利用两个这样的天线，一个用于发射，另一个用于接收，赫兹证明了22年前詹姆斯·克拉克·麦克斯韦预言过的无线电波的存在。 然而，无线电的早期发展仅限于抛物面天线不适用的较低频率，直到第二次世界大战开始采用微波频率时，抛物面天线才得到广泛应用。
第一次世界大战后，随着短波开始进入应用，人们对定向天线兴趣日益浓厚，它既可以增加覆盖范围，又可以使无线电传输更安全，不会被拦截。意大利无线电先驱古列尔莫·马可尼在20世纪30年代使用抛物面反射器从他在地中海的船上研究UHF传输。  1931年，1.7GHz微波中继电话链路横跨英吉利海峡，使用3米直径的碟形天线。 射电天文学先驱格罗特·雷伯于1937年在自家后院建造了第一个大型抛物面天线——9米天线。他用它进行的巡天观测是射电天文学领域的奠基事件之一。 
第二次世界大战期间雷达的发展为抛物面天线的研究提供了巨大的推动力。这导致了赋形波束天线的演进。赋形波束天线反射器的曲线在垂直和水平方向上是不同的，以产生具有特定形状的波束。 战后，人们建造了巨大的抛物面天线作为射电望远镜。位于西弗吉尼亚州格林班克的100米格林班克射电望远镜——其第一座于 1962 年建成——是目前世界上最大的完全可控抛物面天线。
20世纪60年代，碟形天线广泛应用于地面微波中继通信网络，用于跨大洲传输电话通话和电视节目。 第一台用于卫星通信的抛物面天线于1962年在英国康沃尔郡的Goonhilly建造，用于与Telstar卫星进行通信。NTT、KDDI和三菱电机于1963年在日本开发了卡塞格伦天线。  1977年发射的旅行者1号宇宙飞船目前距离地球242亿公里，是太空中最远的人造物体，它的3.7米S和X波段卡塞格林天线仍然能够与地面站通信。 20世纪70年代出现的计算机设计工具（例如NEC的能够计算抛物面天线辐射方向图的工具）导致了近年来复杂的非对称、多反射器和多馈源设计抛物面天线的发展。